# IJzendoorn
IJzendoorn (51° 54′ N, 5° 32′ L) é uma cidade dos Países Baixos, na província de Guéldria. IJzendoorn pertence ao município de Neder-Betuwe, e está situada a 8 km, a leste de Tiel.
Em 2001, a cidade de IJzendoorn tinha 692 habitantes. A área urbana da cidade é de 0.13 km², e tem 248 residências. 
A área de IJzendoorn, que também inclui as partes periféricas da cidade, bem como a zona rural circundante, tem uma população estimada em 1000 habitantes.